# Матю Сетъл
Джефри Матю Сетъл (на английски: Jeffrey Matthew Settle) (роден на 17 септември 1969 г.) е американски актьор. Най-известен е с ролите си на капитан Роналд Спиърс в минисериала „Братя по оръжие“ и Руфъс Хъмфри в „Клюкарката“.

## Личен живот
През 2007 г. Сетъл разкрива, че се е оженил тайно за актрисата и модел Наама Натив, от която има дъщеря, родена през 2009 г. Двойката се развежда на 10 май 2011 г.